# Major Ervin
Major Ervin (Budapest, 1901. január 26. – Budapest, 1967. október 10.) zenetörténész, zeneszerző. Major J. Gyula fia.

## Életpályája
Major Jakab Gyula (1858–1925) zongoraművész és Glücklich Ida gyermekeként született izraelita családban. A budapesti Zeneakadémián Weiner Leónál tanult és ezzel egy időben a budapesti tudományegyetemen 1924-ben bölcsészdoktorátust is szerzett.
1926-1928 között a Zenei Szemle című folyóiratot szerkesztette, 1919-1930 között a Muzsika című lap társszerkesztője.
1928-tól a Nemzeti Zenedében zeneszerzést, majd zenetörténetet tanított, közben az iskola könyvtárát is vezette. Itt találta meg 1933-ban azokat a Galánta-vidéki hangszeres dallamokat, amelyekből Kodály Zoltán a Budapesti Filharmóniai Társaság 80 éves jubileumára a Galántai táncok című zenekari művét írta.
1935-ben kinevezték a Zeneművészeti Főiskolára a magyar zenetörténet tanárának. 1941-ben Hóman Bálint követelésére el kellett bocsátani. Bár 1945-ben a Zeneművészeti Főiskola zenetörténeti tanszékén óradíjas tanár lett, nem ott folytatta pályáját, hanem 1948-tól a budapesti Zenei Gimnáziumban, 1954-től pedig a Bartók Béla Zeneművészeti Szakiskolában, ahol zeneszerzést tanított.

## Magánélete
1931-ben házasságot kötött Budapesten Sárossy Emmával. A házasság 1935-ben felbontatott. Második felesége Radnai Sarolta volt, akivel 1938-tól haláláig együtt élt.

## Munkássága
Jelentős munkásságot fejtett ki a magyar zenetörténeti kutatás, főként a 18–19. századi magyar zenetörténet, valamint Beethoven, Haydn, Mozart, Brahms, Liszt és a többi magyar vonatkozásainak kutatásában. Zenekari műveket, kamaraműveket, szonátákat, dalokat, népdalfeldolgozásokat alkotott.
1955-ben tevékeny része volt a jubiláris Beethoven- és Bartók-kiállítás létrehozásában. 1961 szeptemberében előadást tartott a budapesti Liszt-Bartók konferencián. Munkatársa volt az 1931-ben és 1965-ben megjelent Zenei Lexikonnak.
Tanulmányainak legjavát 1968-ban Bónis Ferenc rendezte sajtó alá (Fejezetek a magyar zene történetéből, Szabolcsi Bence előszavával, Budapest, 1968).

## Főbb munkái
- Szonáta gordonkára és zongorára (1932)
- Andante all'ungherese (zenekarra, 1934)
- Szonáta tárogatóra és zongorára (1936)
- Nyitány Rózsavölgyi Márk dallamai nyomán a Nemzeti Színház jubileumára (1937)
- Gömöri verbunk, dalok, népdalfeldolgozások, kamaraművek (1952)

## Írásai
- Magyar táncdallamok Haydn feldolgozásában (1929, németül a Zeitschrift für Musikwissenschaftban)
- A Rákóczi-nóta és Rákóczi-induló (Budapesti Hírlap, 1929. dec. 25.)
- Erkel Ferenc műveinek jegyzéke (Zenei Szemle, 1947)
- Bach és Magyarország (1953)
- Mozart és Magyarország (1956)
- A martonvásári Beethoven-múzeum (Székesfehérvár, 1958)
- Mozart und die ungarische Musikgeschichte (1958)
- Csokonai és a magyar zene (1954)
- A galántai cigányok (Magyar Zene, 1960)